# Мандалуйонг
Мандалуйонг, офіційна назва — місто Мандалуйонг (філіппінська: Lungsod ng Mandaluyong), — це першокласне високоурбанізоване місто в національному столичному регіоні Філіппін. Згідно з переписом 2020 року, населення становить 425 758 осіб. 
Розташований безпосередньо на схід від Маніли, Мандалуйонг спочатку був районом Санта-Ана-де-Сапа (нині район Манілі), який називався Сан-Феліпе-Нері. У 1841 році він відокремився та став власним містом, а пізніше отримав назву Мандалуйонг у 1931 році під час американської окупації. У 1994 році він став першим муніципалітетом Метро Маніла, який став містом після заснування метрополісу в 1975 році.
В даний час він відомий центром Ортігас, комерційним і діловим центром, який він також поділяє з містом Пасіг. Відомі установи та заклади в місті включають Азійський банк розвитку, штаб-квартири Banco de Oro та San Miguel Corporation та торгові центри, такі як Shangri-La Plaza та SM Megamall.
Місто межує з Манілою на заході, Сан-Хуаном на півночі, Кесон-Сіті на північному сході, Пасігом на сході, Тагігом на південному сході та Макаті на півдні. Це також 6-те найменше місто на Філіппінах із площею 21,26 км2 (8,21 квадратних миль), подібне до Макаті та Марікіни.

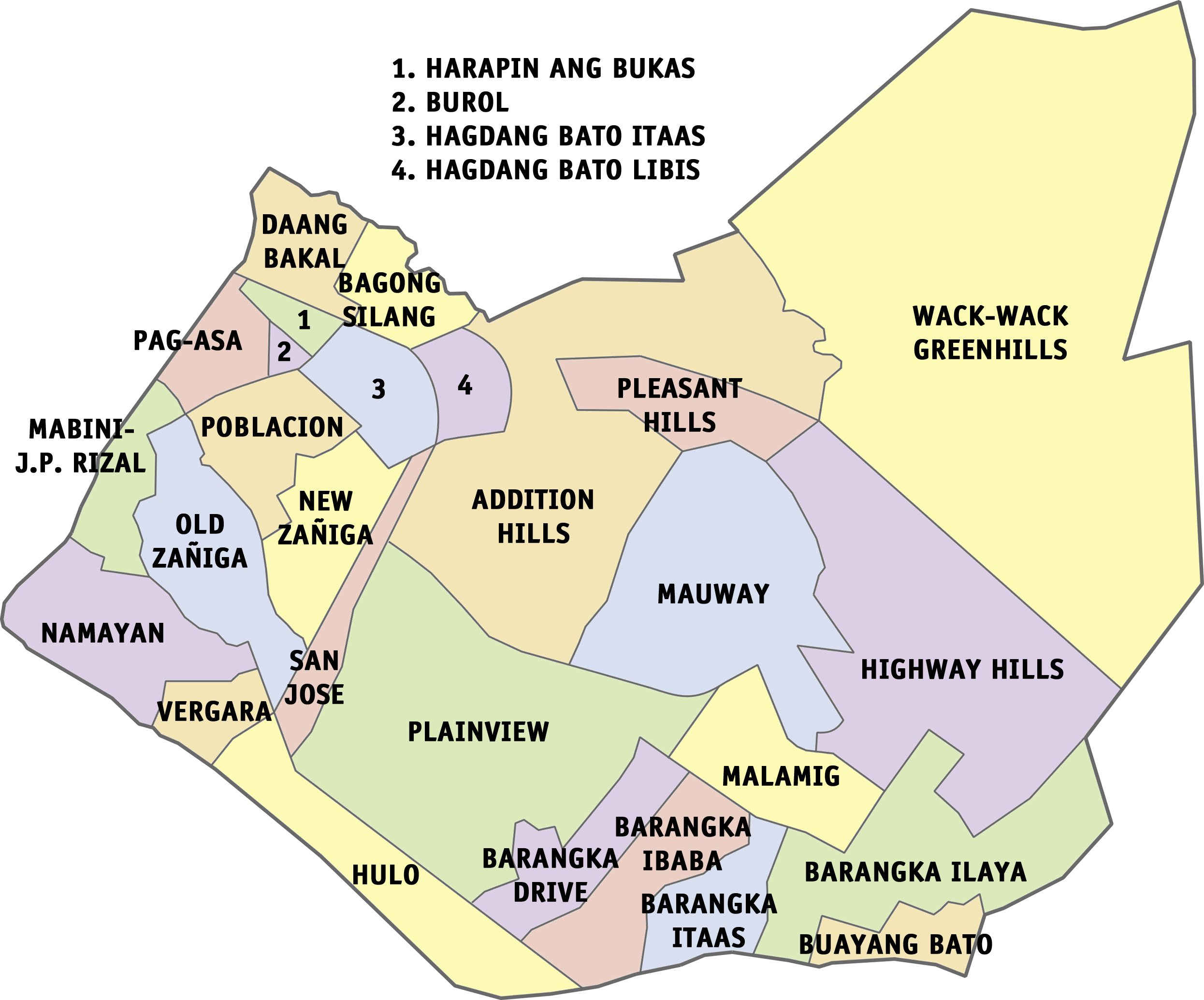
Політична мапа Мандалуйонга

## Географія
Мандалуйонг розташований на ділянці у формі серця площею 21,26 квадратних кілометрів (8,21 квадратних миль), за 7 кілометрів (4,3 милі) на південний схід від Маніли та за 8 кілометрів (5,0 миль) на захід від Пасіга. На півдні знаходиться Макаті через річку Пасіг, на південному сході лежить Тагіг також через річку Пасіг, на північному заході Сан-Хуан і на північному сході Кесон-Сіті. Таким чином розташований у центрі метро Маніла.

### Барангаї
Мандалуйонг політично підрозділяється на 27 барангаїв.

## Транспорт
Бульвар Шоу, одна з головних магістралей міста
Місто забезпечене хорошими під’їзними шляхами до та з прилеглих міст метро Маніла через головні дороги, такі як проспект Епіфаніо де лос Сантос (EDSA), проспект Ортігас і бульвар Шоу.

### Аеропорт
Місто знаходиться за декілька кілометрів від міжнародного аеропорту імені Ніноя Акіно.

## Галерея

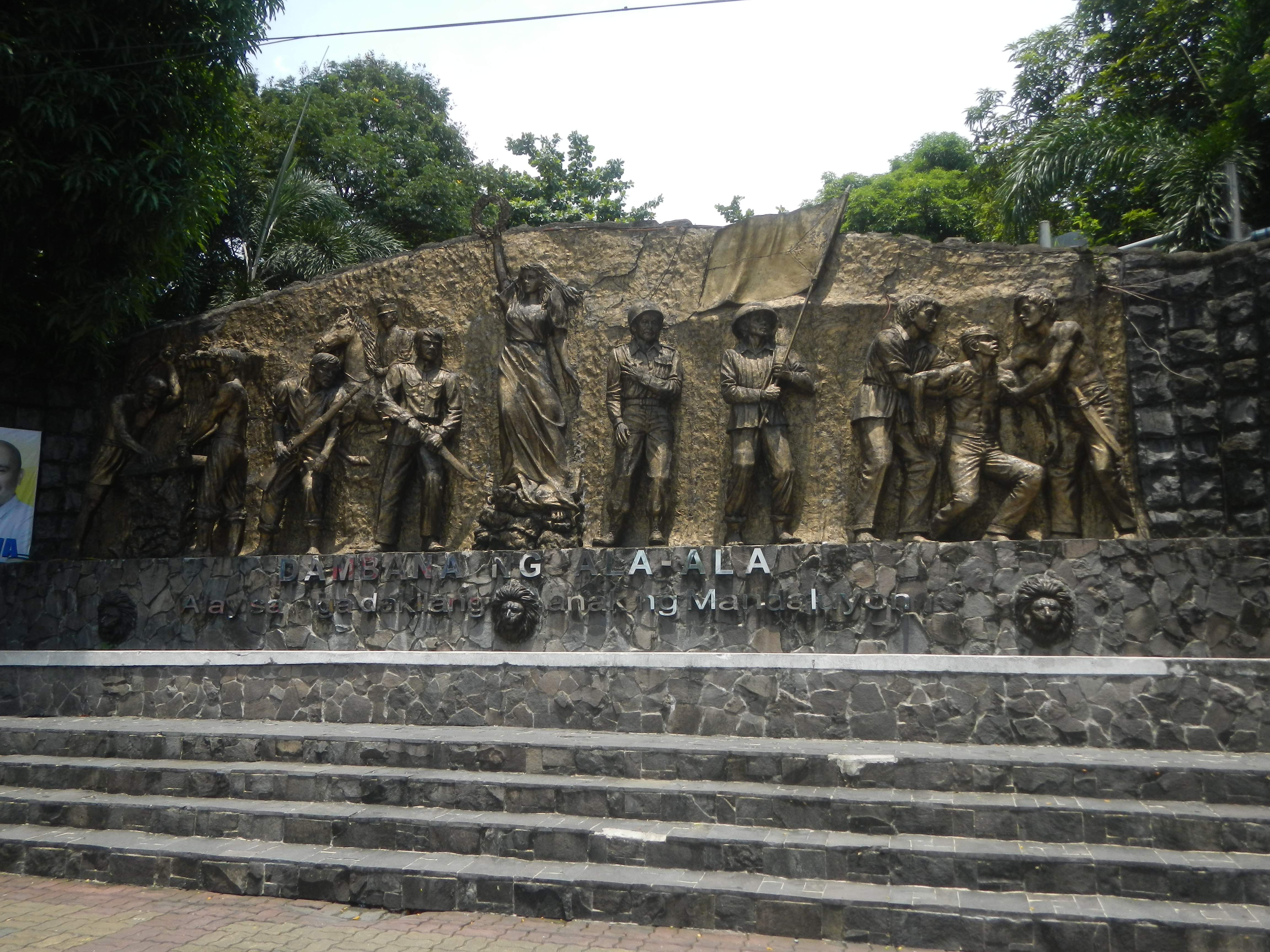
Меморіал присвячений хоробрим місцевим жителям Мандалуйонга
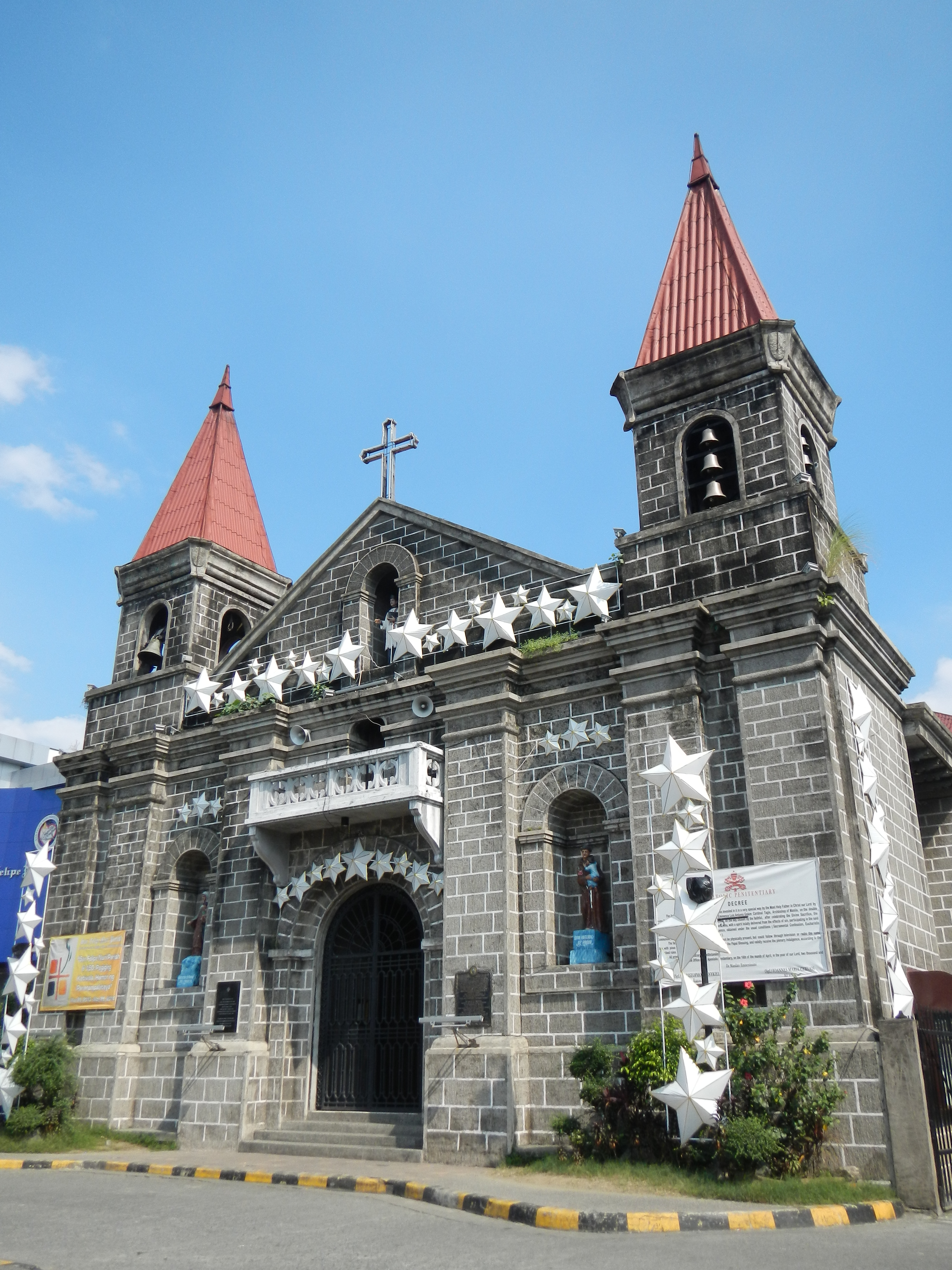
Церква
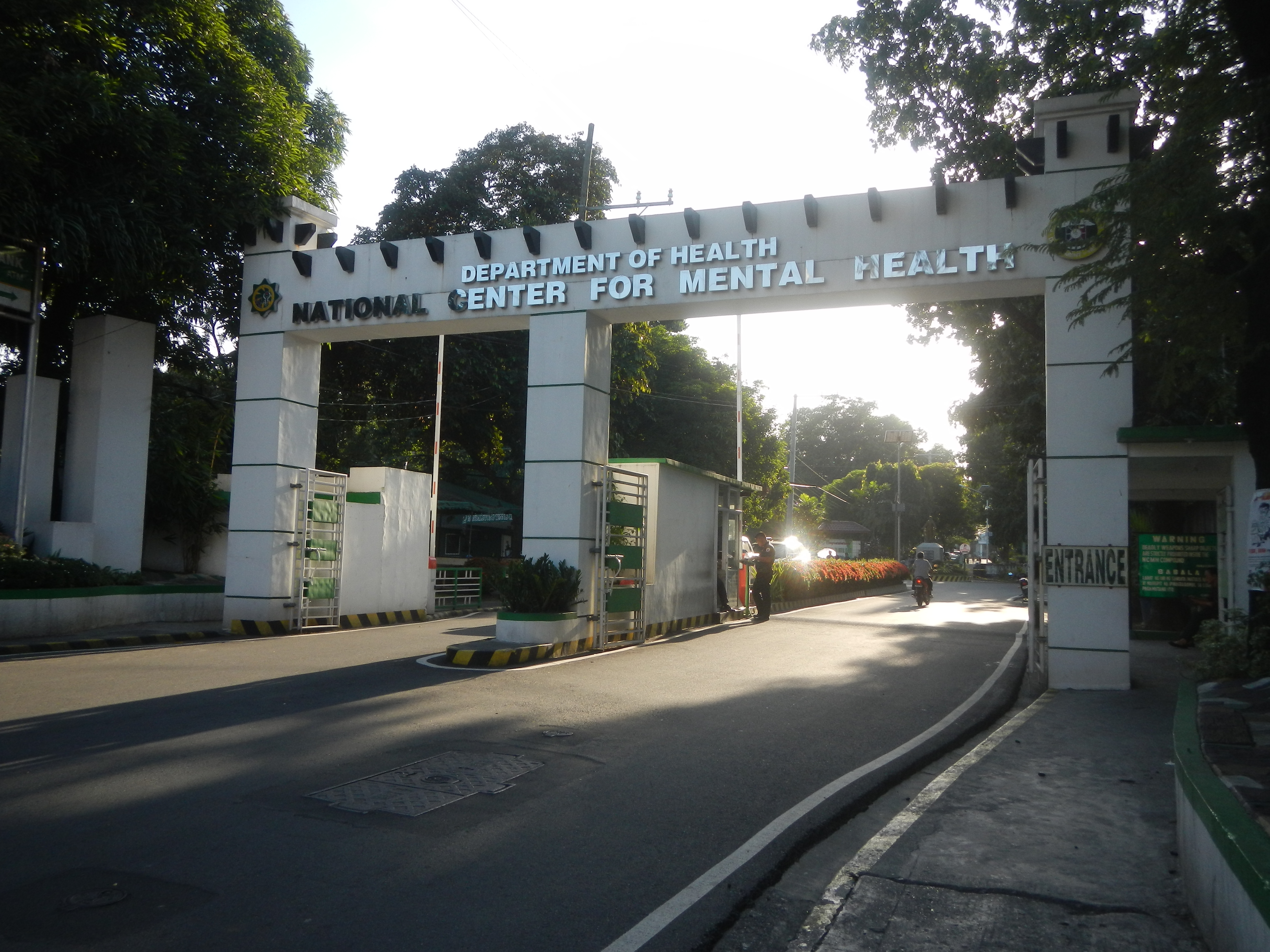
Національний центр психічного здоров'я